# Княжево (округ)
Княжево (до 1 січня 2011 року — 25 муніципальний округ) — муніципальний округ, муніципальне утворення у складі Кіровського району Санкт-Петербурга .

## Історія

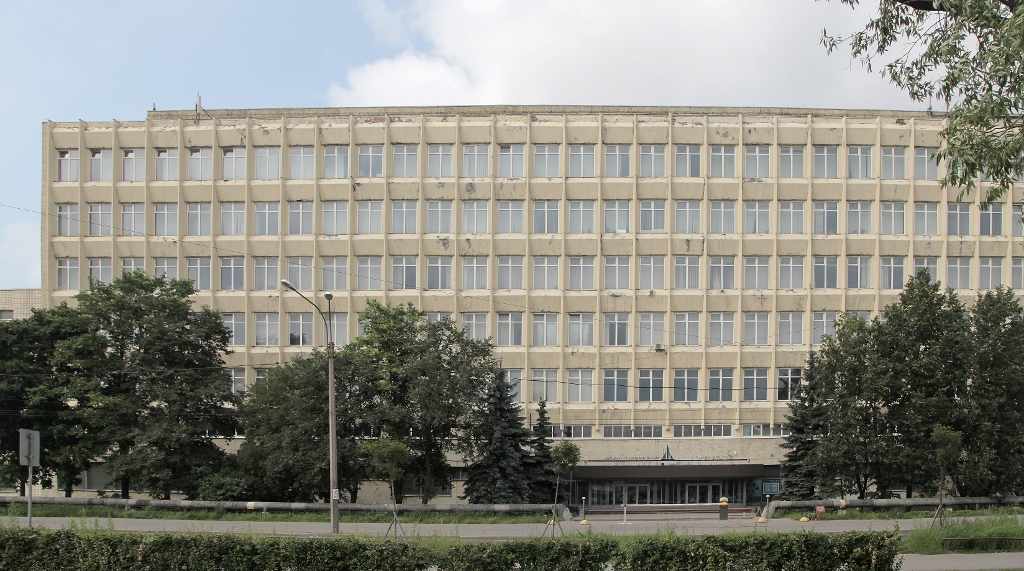
НДІ Командних приладів

У XVIII—XIX століттях у районі майбутнього Княжева, прилеглому до Петергофської дороги, перебували дачі вельмож, зокрема, маєток Льва Наришкіна «Левендаль». З часом частина земель перейшла у володіння німецьких колоністів Шеферов і Берчей. На початку XX століття земельну ділянку південніше річки Красненької придбав князь Микола Євгенович Куткін. У жовтні 1904 року він подав прохання в повітову земську управу на затвердження запропонованого ним плану селища під назвою «Княжево».  План був затверджений у травні 1906 року. Незабаром виникло дачне селище, що проіснувало трохи більше ніж півстоліття. У 1924 році він був перейменований на честь революціонера-путіловця Івана Огородникова, однак назва «селище імені Огороднікова» не закріпилася. У роки Німецько-радянської війни селище було значною мірою зруйновано.
У 1961 році почалася забудова території Княжево хрущовськими п'ятиповерхівками і на місці селища виріс новий міський район, в 1963 році цей район увійшов до складу Ленінграда. Назва селища вийшла з ужитку, адже була витіснена назвою всього планувального району південніше від річки Красненької — Дачне. Із 2011 року район відновлений у вигляді найменування муніципального округу, що знаходиться на території, яку раніше займало селище.
Основні магістралі — Трамвайний проспект, Ленінський проспект.

## Населення
- 2002 — 60 036 осіб
- 2010 — 60 432 осіб
- 2012 — 60 324 осіб
- 2013 — 59 834 осіб
- 2014 — 60 694 осіб
- 2015 — 61 022 осіб
- 2016 — 61 183 осіб
- 2017 — 60 652 осіб
- 2018 — 60 564 осіб
- 2019 — 60 507 осіб